# Cinema francese

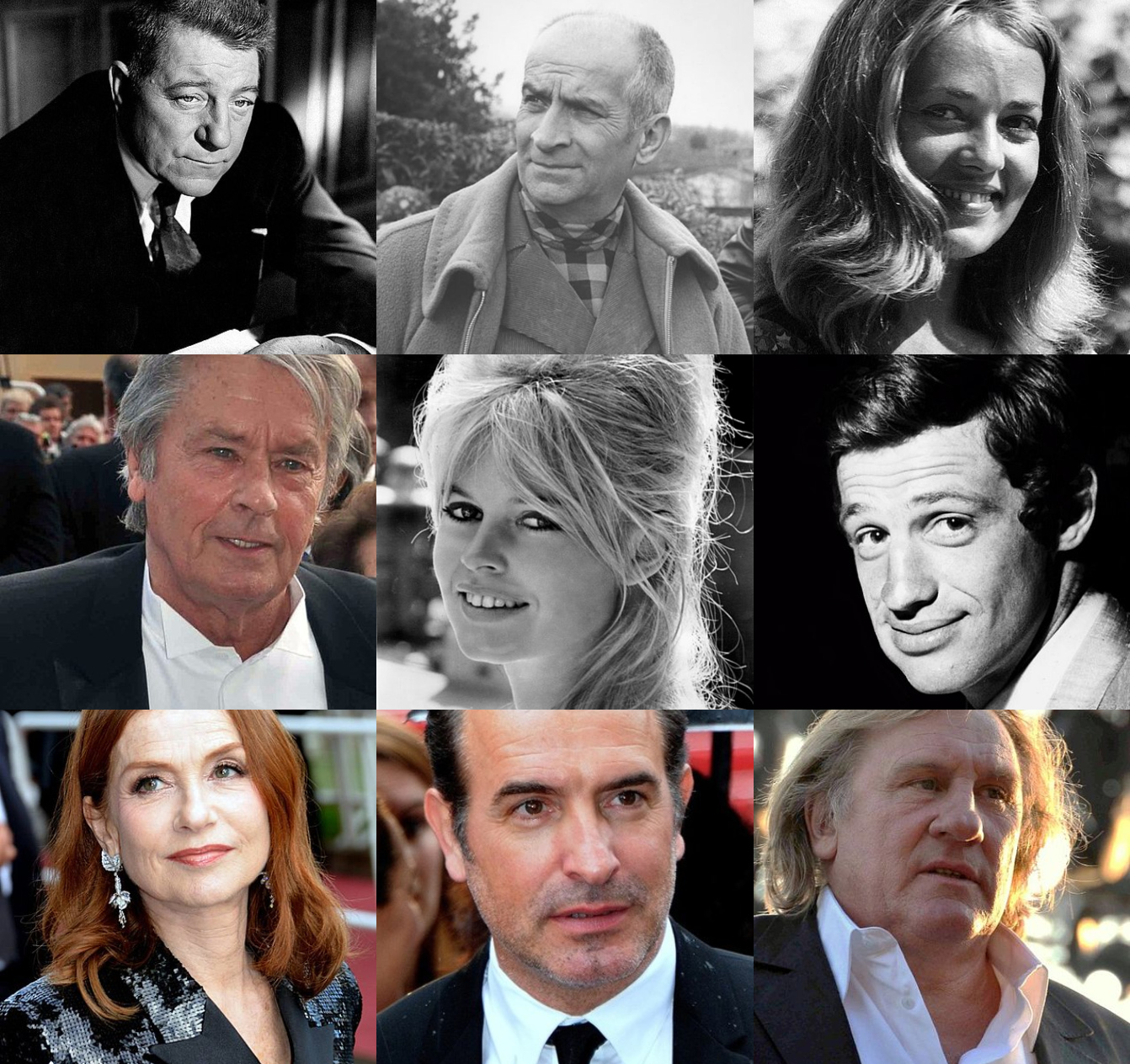
Jean Gabin, Louis de Funès, Jeanne Moreau, Alain Delon, Brigitte Bardot, Jean-Paul Belmondo, Isabelle Huppert, Jean Dujardin, Gérard Depardieu.

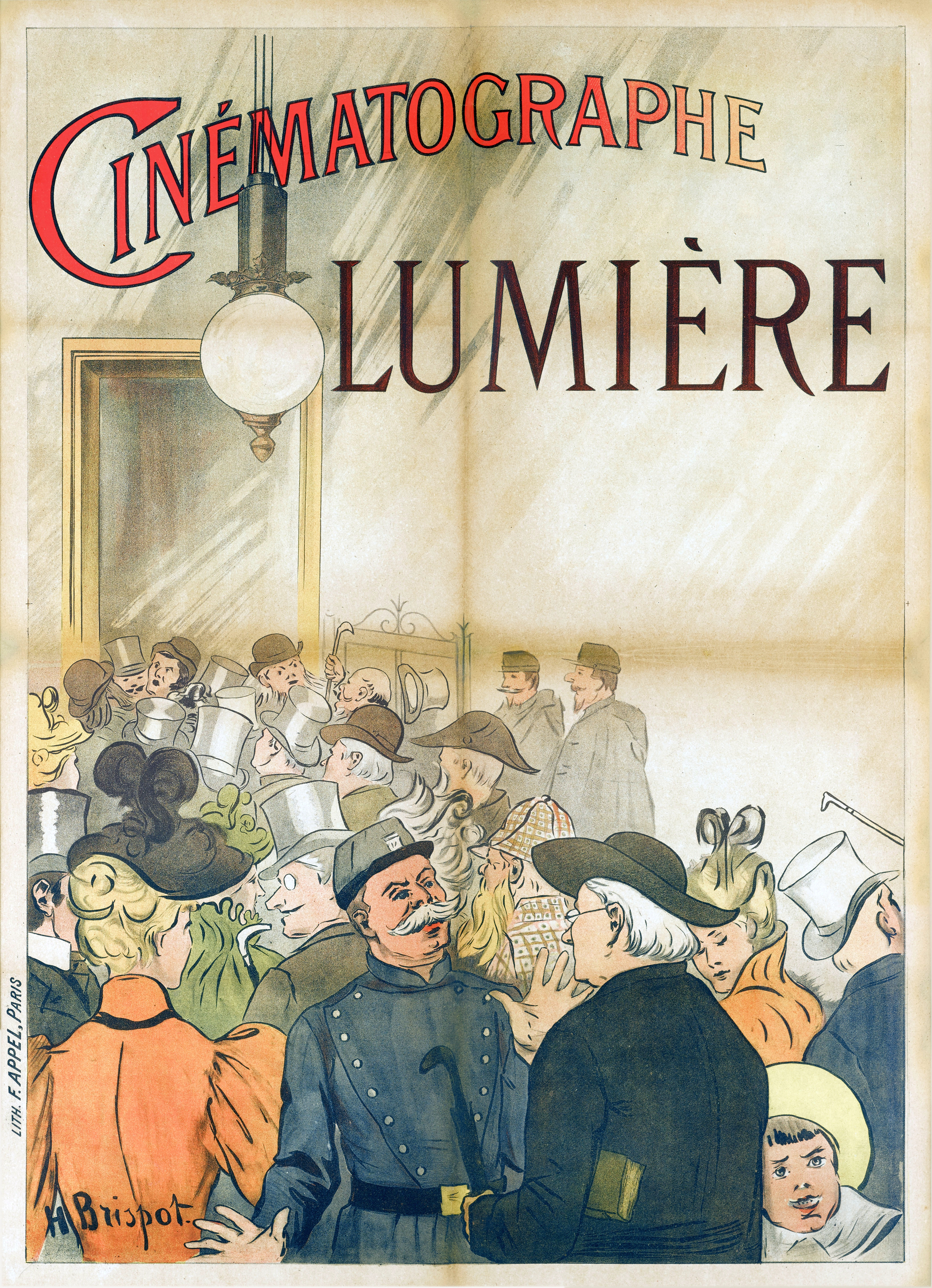
Un manifesto del cinema dei Fratelli Lumière

Il cinema francese riveste un ruolo storico e artistico di fondamentale influenza nel panorama cinematografico internazionale.
Il cinema francese occupa un posto speciale nella storia del cinema, con scienziati come Joseph Plateau e Étienne-Jules Marey, inventori di primo piano le cui scoperte sono state fondamentali, e pionieri della fantasia come Alice Guy-Blaché, Émile Reynaud, Louis Lumière, Georges Méliès e Léon Gaumont. Grazie a finanziatori autodidatti del calibro di Charles Pathé, ha contribuito allo sviluppo dell'industria cinematografica mondiale.
Tra i registi più influenti della storia del cinema francese vi sono Jean Renoir, Marcel Carné, François Truffaut e Jean-Luc Godard. Altri registi importanti sono René Clair, Jean Cocteau, René Clément, Robert Bresson, Alain Resnais, Jacques Demy, Claude Chabrol, Louis Malle e Jean-Pierre Melville, Henri Verneuil, Bertrand Tavernier, Claude Sautet, Eric Rohmer, Agnès Varda, Maurice Pialat, Bertrand Blier, André Téchiné, François Ozon e Christophe Honoré.

Il cinema francese è molto importante, soprattutto grazie ai suoi attori che hanno segnato la storia del cinema
negli anni trenta e quaranta: Jean Gabin, Raimu e Michel Simon, Louis Jouvet, Pierre Fresnay, Gaby Morlay; nel dopoguerra e fino agli anni sessanta: Danielle Darrieux, Michèle Morgan, Simone Signoret, Marina Vlady, Jean Marais, Gérard Philipe, Bernard Blier, Charles Vanel, Fernandel, Bourvil; anni sessanta e settanta: le grandi star Jean-Paul Belmondo, Alain Delon, Brigitte Bardot, Jeanne Moreau, Catherine Deneuve, Romy Schneider e Annie Girardot; gli attori Michel Piccoli, Jean Rochefort, Philippe Noiret, Jean-Pierre Cassel, Yves Montand, Jean-Pierre Léaud, Gérard Depardieu, Patrick Dewaere, le attrici Stéphane Audran, Anna Karina, Claude Jade, Françoise Dorléac, Marlène Jobert, Miou-Miou, Isabelle Huppert, Nathalie Baye, Isabelle Adjani. A questi attori si aggiungono comici come Louis de Funès e Pierre Richard. Negli anni '80 e '90 Bernard Giraudeau, Juliette Binoche, Lambert Wilson, dagli anni 2000 Marion Cotillard, Vincent Cassel e Louis Garrel. 

## Storia

### Nascita del cinema
Al termine del XIX secolo, nei primi anni del cinema, la Francia conobbe i suoi più importanti attori. Auguste e Louis Lumière inventarono il cinematografo e la prima proiezione pubblica di alcuni loro film a Parigi, il 28 dicembre 1895, è rimasto nella storia come la data di nascita ufficiale del cinema.
Negli anni a seguire, i registi di tutto il mondo inaugurarono un grande ciclo di sperimentazione del nuovo medium: il contributo di Georges Méliès fu uno tra i più prolifici ed efficienti. È suo il primo film di fantascienza della storia: Le Voyage dans la Lune, 1902.
A questo periodo risalgono le prime case di produzione: la Pathé Frères, fondata da Charles Pathé nel 1896, e la Gaumont, fondata da Lèon Gaumont nel 1897.
La Pathé Frères era una grande società, autosufficiente nella produzione industriale: realizzava autonomamente le pellicole, i proiettori e le macchine da presa e disponeva di tre diversi studi dove girare i propri film. Il loro uomo di punta era Fernando Zecca, un regista molto preparato che rese possibile un attento progresso tecnologico e una costante supervisione sui nuovi registi che venivano ingaggiati. Nel 1904, la Pathé Frères aprì cinque nuovi filiali a Londra, New York, Mosca, Berlino e San Pietroburgo, affermandosi inequivocabilmente come più grande casa di produzione al mondo. Nel 1906 acquistò diverse sale e dal 1907 soppiantò la vendita con il noleggio, curando la distribuzione anche per pellicole prodotte da altre compagnie. Puntò tutto sulle serie a carattere comico: quelle di maggior successo furono Boireau e Max, celebre personaggio di Max Linder.

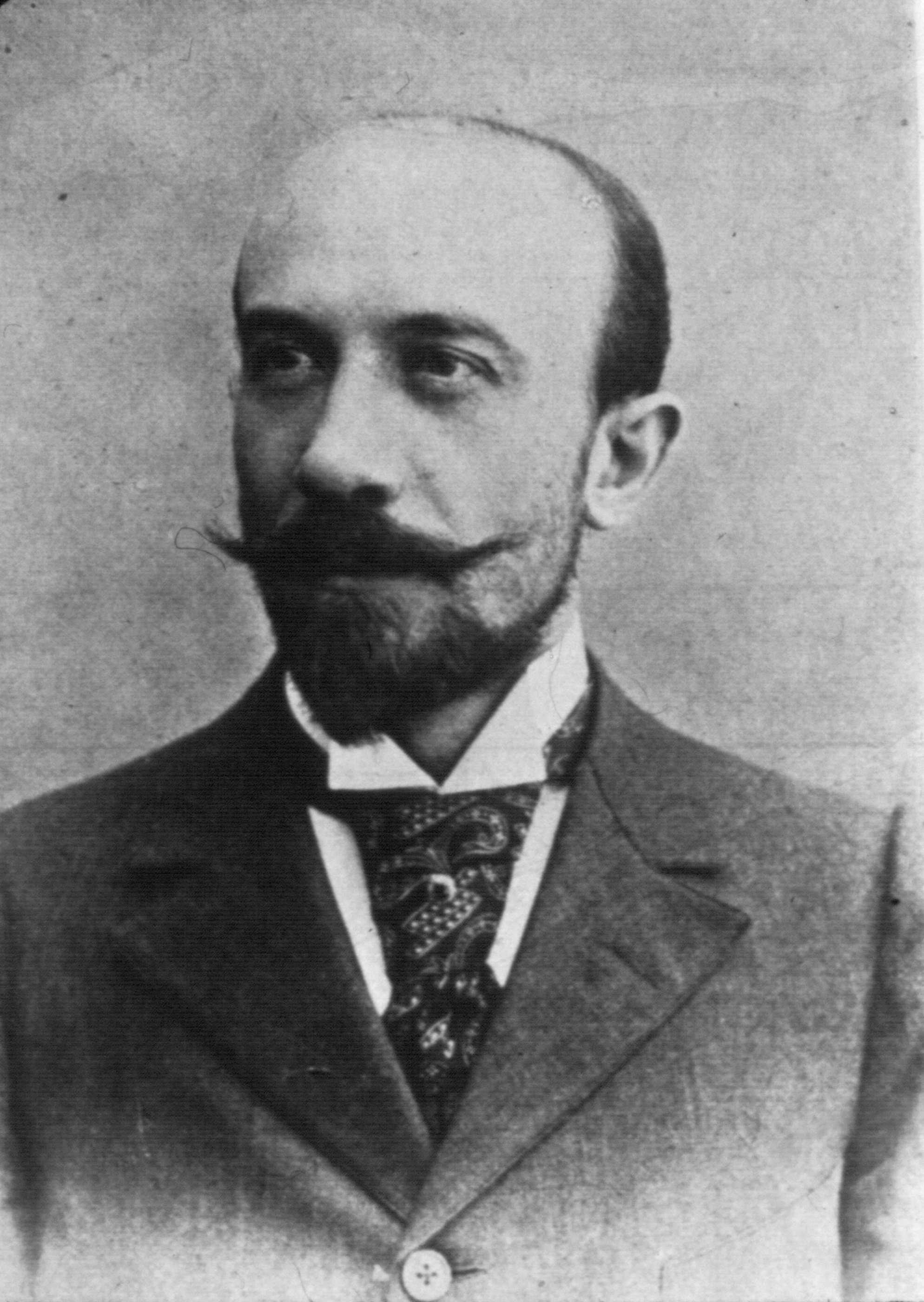
Georges Méliès

Bandiera della Gaumont fu invece Alice Guy-Blaché, la prima regista donna, autrice nel 1896 di La Fée aux Choux e, fino al 1906, di oltre 400 film, quasi tutti incentrati sull'attualità. Continuò la sua carriera negli Stati Uniti, così come Maurice Tourneur. La Gaumont, in questo periodo, preferì dedicarsi più alla sperimentazione tecnologica che alla produzione cinematografica. Anche l'apporto di Léonce Perret e Louis Feuillade, l'uno più dedito alla cura delle luci e dell'emotività dei film, l'altro arguto regista di serial comici, fu di grande rilevanza nel cinema degli anni dieci.

### Anni '20: impressionismo e surrealismo
L'inizio degli anni venti fu segnato dalla nascita di numerosi movimenti artistici legati al cinema. Louis Delluc, eminente critico del tempo, introdusse il concetto di photogènie, sottolineando come ciascun soggetto reale trovasse nuova forma ed espressione nella sua trasposizione su pellicola. A partire da queste osservazioni, i film dei registi francesi furono connotati da una forte fase impressionistica, inaugurata da La decima sinfonia (La dixìème symphonie, 1918),  di Abel Gance, il dramma sociale di un geniale compositore che pareva, quasi in maniera trascendente, incarnare nella sua musica lo spirito sinfonico di Beethoven. Dopo il grande successo, Gance lasciò la Pathé e si mise in proprio, fondando la Films Abel Gance. Anche Delluc, nel 1921, fondò una sua casa di produzione, la Fièvre. Buona interprete dell'impressionismo cinematografico francese fu anche Germaine Dulac, autrice di La sorridente madame Beudet (La souriante madame Beudet, 1922), uno tra i primi film femministi della storia, e La conchiglia e l'ecclesiastico (La coquille et le clergyman, 1928), esperimento d'avanguardia sceneggiato da Antonin Artaud.
Jacques Feyder, belga di nascita ma culturalmente francese, fu più dedito alla sperimentazione che alla produzione registica vera e propria: ricordiamo Teresa Raquin, un adattamento datato 1928 dell'omonimo romanzo di Émile Zola. Tuttavia, il suo ingegno fu di grande ispirazione per i registi che operarono negli anni a seguire.
Il vero innovatore francese di questi anni, però, fu senza ombra di dubbio René Clair, un cineasta che seppe abilmente sfruttare la lezione tecnica di Méliès: il suo visionario Entr'acte (1924) è un film di matrice surrealista musicato da Erik Satie, che concilia la pragmaticità del burlesque con la frenesia della società a lui contemporanea, in piena sintonia con il movimento dada (era infatti destinato alla proiezione durante una messinscena di Picabia al teatro parigino dell'Élysée). Già nella sua prima opera, Parigi che dorme (Paris qui dort, 1924), è un fantascientifico raggio a sconvolgere la quotidianità, così come ne Il viaggio immaginario (Le voyage imaginaire, 1926) la realtà diventa una variopinta scenografia fiabesca. Raccolse grande consenso anche la brillante commedia Un cappello di paglia di Firenze (Un chapeau de paille d'Italie, 1928).

### Anni '30 e '40: il realismo poetico

Il piccolo Jean Renoir in un quadro del padre (1895)

Negli anni trenta, a cavallo tra le due guerre mondiali, Feyder diede formalmente il via alla stagione del realismo poetico con Pensione Mimosa (1934). Fu però con Julien Duvivier, Marcel Carné e Jean Renoir (figlio del pittore Pierre-Auguste Renoir) che il movimento ebbe la sua affermazione definitiva.
Julien Duvivier, con il suo Il bandito della Casbah (Pépé le Moko, 1937), diede magistralmente voce al tipico romanticismo francese, allestendo una storia d'amore difficile e drammatica che, negli anni a venire, sarà d'esempio per tutti i film di genere. Grazie a questa pellicola, Jean Gabin si consacrò come uno tra gli attori più acclamati del periodo.
Renoir rappresentò l'espressione più riuscita del realismo poetico, realizzando pellicole di grande valore artistico, come La vita è nostra (1936), La grande illusione (1937) e, prima di subire l'esilio negli Stati Uniti, il magnifico La regola del gioco (1939), tutt'oggi considerato dalla critica uno dei più grandi film di sempre.
Il contributo di Marcel Carné è invece identificabile nei suoi capolavori L'Amore e il diavolo (Les visiteurs du soir, 1943) e Gli amanti perduti (Les enfants du paradis, 1944-1945) (quest'ultimo della durata di oltre tre ore e uscito in due parti), girati entrambi durante la seconda guerra mondiale e sceneggiati da Jacques Prévert. Degni di nota anche Il porto delle nebbie (Quai des brumes, 1938) e Alba tragica (Le jour se lève, 1939), entrambi interpretati, nel ruolo di protagonista, da Gabin.
Un regista che, nonostante la breve vita e la esigua produzione, viene considerato un maestro del cinema moderno è Jean Vigo. Autore di Zero in Condotta (Zéro de conduite, 1932), film di una perfezione formale unica, riuscì a completare, poco prima di morire di tubercolosi, L'Atalante (1934), una intensa storia d'amore tutt'oggi di grande interesse per i critici (si pensi alle sequenze della sigla di Fuori orario di Enrico Ghezzi). Luis Buñuel, Manoel de Oliveira e Bernardo Bertolucci hanno più volte manifestato il loro sentimento debitore nei confronti del taglio immaginifico e ribelle dei film di Vigo.
In questo periodo un altro importante esponente del cinema francese, ma anche scrittore e drammaturgo, fu Marcel Pagnol.

### Attori francesi dagli anni '60 agli anni '80
Inoltre, le star del cinema francese iniziarono a diventare famose sia all'estero che in patria.  Gli attori famosi dell'epoca includevano Brigitte Bardot, Alain Delon, Romy Schneider, Catherine Deneuve, Jeanne Moreau, Simone Signoret, Yves Montand, Jean-Paul Belmondo e ancora Jean Gabin.
Dagli anni sessanta e primi anni settanta vengono completati e seguiti da Michel Piccoli e Philippe Noiret come caratteristi, Annie Girardot, Jean-Louis Trintignant, Jean-Pierre Léaud, Claude Jade, Isabelle Huppert, Anny Duperey, Gérard Depardieu, Patrick Dewaere, Jean-Pierre Cassel, Miou-Miou, Brigitte Fossey, Stéphane Audran e Isabelle Adjani.  Negli anni '80 si unì a loro una nuova generazione, tra cui Sophie Marceau, Emmanuelle Béart, Jean-Hugues Anglade, Sabine Azéma, Juliette Binoche e Daniel Auteuil.

### Dal dopoguerra agli anni '70: laNouvelle Vague

François Truffaut e Claude Jade all'anteprima del loro terzo film comune, L'amore fugge, 1978

Con la fondazione di Cahiers du cinéma nel 1951, André Bazin consegnò alla Francia e al mondo una rivista critica di spessore inedito, fino ad allora. Articoli scritti da registi, letterati, giornalisti e semplici cinefili ne popolarono le pagine, ospitando firme del calibro di Jean-Luc Godard, François Truffaut, Claude Chabrol, Éric Rohmer, Jacques Rivette e Robert Bresson. I Cahiers hanno avuto il merito di aprire un dibattito internazionale, coinvolgendo attivamente la scuola statunitense hollywoodiana, fino ad allora fortemente criticata, e le avanguardie europee (Rossellini e Ophüls su tutti).
La quotidiana discussione teorica e tecnica sulle sorti del cinema suscitò un vasto e partecipato interesse nei confronti di quella che, finita la guerra, andava imponendosi come la nuova frontiera dell'espressione artistica; un numero sempre maggiore di registi si cimentò nella realizzazione di film, specialmente in Francia, avviando una splendida stagione conosciuta come nouvelle vague (nuova onda). L'eclettismo di un personaggio come Jean Cocteau, pregevole letterato, disegnatore e regista parigino, fu una chiara avvisaglia dei cambiamenti a cui stava andando incontro la settima arte. Il primo film francese candidato per l'Oscar al miglior film straniero fu, nel 1957, Gervaise del regista René Clément.
Il film che apre la stagione della nouvelle vague viene tradizionalmente considerato Le beau Serge di Claude Chabrol, uscito nel 1958.
Il Festival di Cannes del 1959 fu un momento chiave in cui le nuove tendenze del cinema francese si rivelarono al pubblico mondiale. In quell'anno si ebbe l'esordio nel lungometraggio di François Truffaut e di Alain Resnais. Quest'ultimo suscitò enorme impressione con Hiroshima mon amour, sceneggiato da Marguerite Duras, film che rivoluzionava i moduli narrativi attraverso l'uso audacissimo del flashback. Fu nel 1959 che un film francese vinse il primo Oscar al miglior film straniero, con Mio zio, del regista Jacques Tati.
Il simbolo della nouvelle vague è però rimasto I 400 colpi (Les quatre-cent coups, 1959) di François Truffaut, con Jean-Pierre Léaud. Truffaut fece coppia fissa con Léaud per vent'anni, reinventandolo di volta in volta, specialmente nel personaggio di Antoine Doinel, condotto - con Christine Darbon (Claude Jade) - all'amore (Baci rubati, 1968), al matrimonio (Domicile conjugal, 1970) e al divorzio (L'amore fugge, 1978). Nel corso degli anni '70 si impose come cineasta anche la scrittrice Marguerite Duras, regista di film fascinosi e vagamente decadenti, fra cui il celebre India song (1975), languida storia d'amore nell'India degli anni '30.
Uno tra i primi ad inaugurare la nuova fase, con ottimi risultati, fu Jean-Luc Godard, con Fino all'ultimo respiro (À bout de souffle, 1960), interpretato dalla memorabile coppia formata da Jean-Paul Belmondo e Jean Seberg.

### Anni '80 e '90

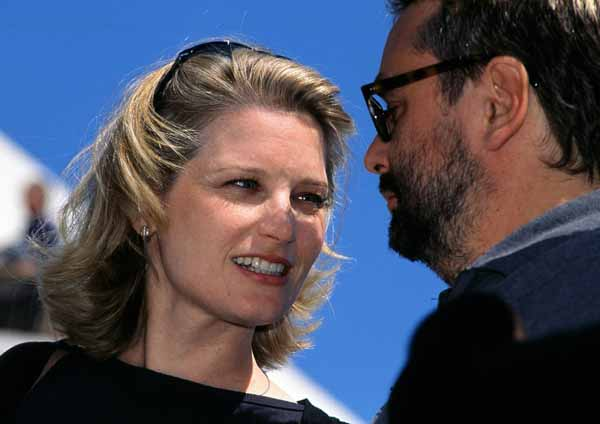
Bridget Fonda e Luc Besson al Festival di Cannes 2001

Con l'avvento della televisione, l'intera industria cinematografica uscì fortemente ridimensionata. In Francia si passò da picchi di un miliardo e mezzo di spettatori nel 1947 a 193 milioni nel 1970. Gli anni ottanta segnarono un momento di grande impasse, che comportò la necessità, da parte delle case produttrici, di rivisitare le loro politiche.
I traghettatori di questa delicata fase furono personalità come Alain Delon, Gérard Depardieu e Isabelle Adjani, nonostante alcuni approcci talentuosi da parte di nuove leve. I primi sentori di una vague anni '80 arrivarono con Jean-Jacques Beineix, un regista proveniente da esperienze televisive che nel 1981 conquistò ben 4 César grazie al suo primo lungometraggio, Diva, confermandosi nel 1986 con Betty Blue (37º2 le matin). Nel 1983, invece, girò il suo primo film Luc Besson, che a partire dal 1988 sfornò, uno dopo l'altro, i celebri film Il grande blu, Nikita, Atlantis, Léon, Il quinto elemento e Giovanna D'Arco (1999). Besson si è avvalso, durante gli anni, di una collaborazione costante con numerosi attori, tra i quali Jean Reno, Natalie Portman, Jean-Hugues Anglade, Anne Parillaud e Milla Jovovich. Soprattutto negli anni novanta, Besson si è concentrato sulla produzione e sulla realizzazione di film di largo consumo.
Nel contempo, una corrente vicina ai Cahiers cominciò ad affermarsi in una sorta di panorama post-nouvelle vague, principalmente nelle figure di Leos Carax (Rosso sangue, 1986), Olivier Assayas (Il disordine, 1986), Patrice Leconte (Tandem, 1987), Jean-Pierre Jeunet (Delicatessen, 1991) e Mathieu Kassovitz (L'odio, 1995).
A partire dagli anni novanta, toccò a una generazione indipendente (erede dei giochi sperimentali di Rivette e Chabrol), che mosse i primi passi negli ambienti specializzati, per poi raccogliere consensi anche dal grande pubblico: è il caso di François Ozon, Xavier Giannoli e Michel Gondry, eccentrici registi che tutt'oggi amano affiancare soluzioni visionarie e post-moderne ai connotati intimisti tipici della scuola transalpina. E ancora tra i grandi registi spicca Bertrand Tavernier che ha diretto il film L'esca, Orso d'oro al Festival di Berlino nel 1995.
Nel genere comico, nel XX secolo, si affermò la figura di Coluche, fondatore, tra l'altro, nel 1985 del Restos du cœur, e per i film commedia la figura di Bourvil.

## Festival e premi
- Festival di Cannes
- Premio César
- Premio Louis-Delluc